# Seljalandsfoss
Der Seljalandsfoss [ˈsɛljalantsˌfɔsː] ist ein Wasserfall im Süden Islands.
Er liegt in der Gemeinde Rangárþing eystra an der Ringstraße zwischen Hvolsvöllur und Skógar direkt bei der Abzweigung der Piste Richtung Þórsmörk. Der Fluss Seljalandsá stürzt hier 66 m tief über die ehemalige Küstenlinie in die Überschwemmungsebene des Markarfljót, in den er kurz darauf mündet. Der Wasserfall liegt wie sehr viele seiner Art, darunter auch der ebenfalls berühmte Skógafoss, unterhalb des großen Gletscherschildes Eyjafjallajökull.
Man kann hinter den Wasserfall gehen und durch die Wasserschleier auf das Land draußen blicken. Besonders empfehlenswert ist ein Besuch in den späten Abendstunden, wenn die Farben am intensivsten sind.
Gleich neben dem Wasserfall befindet sich ein kleiner Campingplatz.
Wenn man die Felswand entlang nach Westen in Richtung Þórsmörk geht, kommt man an zahlreichen kleineren Fällen vorbei, darunter dem Gljúfrabúi oder Gljúfurárfoss. Der erste Name bedeutet Schluchtenbewohner, denn der Wasserfall verbirgt sich teilweise in einer halboffenen Höhle.

## Weblinks

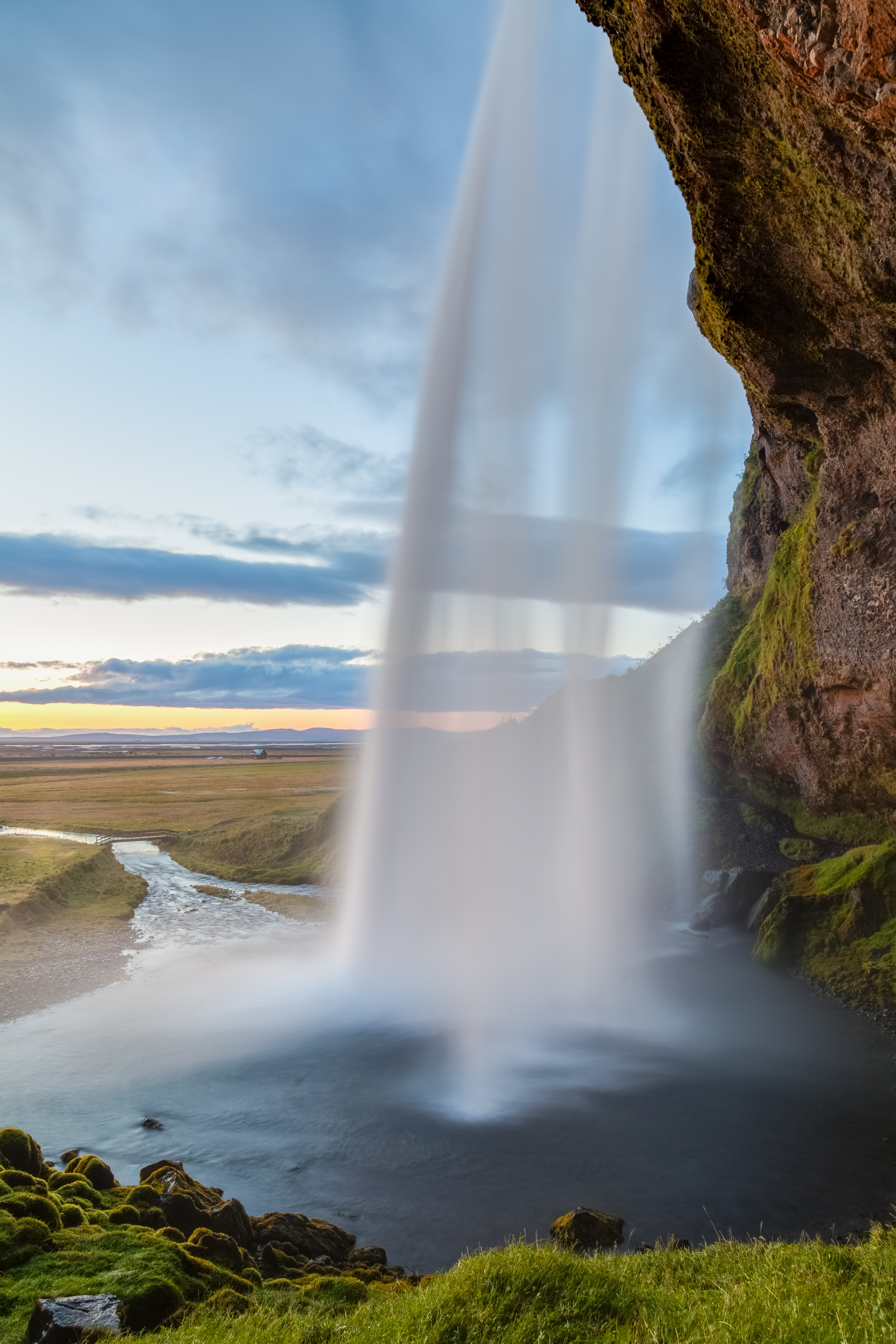
Seljalandsfoss von der Seite
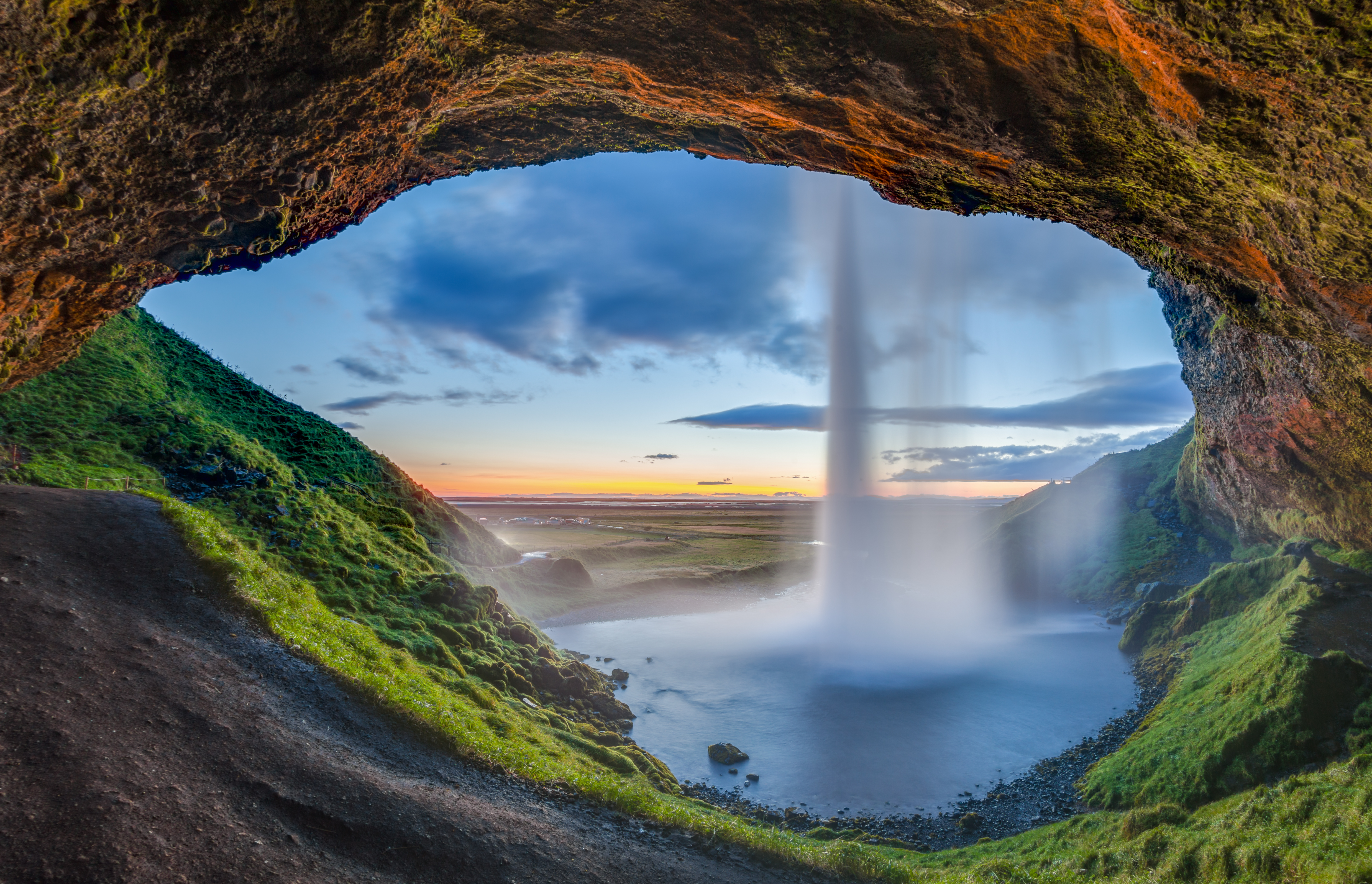
Seljalandsfoss von hinten
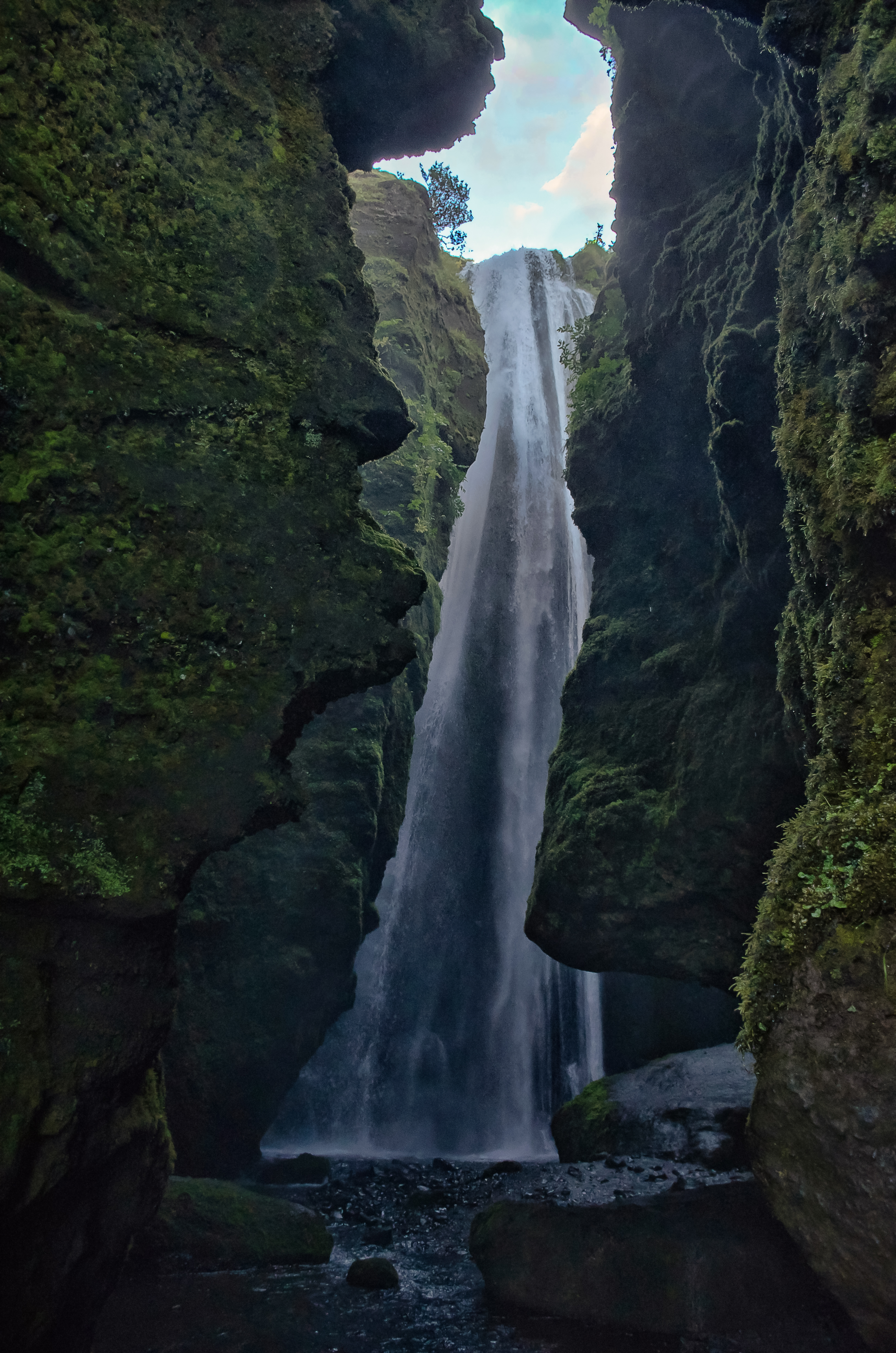
Gljúfrabúi